# Protambulyx fasciatus
Protambulyx fasciatus is een vlinder uit de familie van de pijlstaarten (Sphingidae). De wetenschappelijke naam van de soort is voor het eerst geldig gepubliceerd in 1928 door Bruno Gehlen.